# Два друга, модель и подруга
«Два дру́га, моде́ль и подру́га» (другие названия: «Необычные приключения Ахова и Махова», «Канитель с машинкой») — советский немой художественный фильм, созданный в 1927 году режиссёром Алексеем Поповым в кинокомпании «Совкино».
Премьера фильма состоялась 20 января 1928 года.

## История создания
В 1915—1917 годах Алексей Попов, в то время актёр Художественного театра, много снимался в кино, с которым его разлучило увлечение театральной режиссурой. К 1927 году он уже добился немалых успехов на этом поприще, но, по собственному признанию, «с большим любопытством и некоторой завистью смотрел на быстрый рост советской кинематографии». Обращение к жанру комедии Попов объяснял тем, что во второй половине 20-х годов «буквально стоял вопль: „Нет советских кинокомедий, нет фильмов на материале нашего, советского быта!“». Другим толчком послужила демонстрация в СССР фильма Бастера Китона и Джона Дж. Блистоуна «Наше гостеприимство».
Недостаток комедий, в свою очередь, объяснялся отсутствием хороших комедийных сценариев, и для задуманного фильма сценарий Попову пришось сочинять самому — вместе с Михаилом Каростиным, бывшим театральным актёром, уже имевшим некоторый опыт работы в кино. «Мне хотелось, — писал Попов, — решить такую задачу — изнутри найти какие-то национальные, родные характеры из нашей советской действительности и развернуть эти характеры на родной природе».

### Съёмки
Влияния, которое оказали на них популярные зарубежные комедии, создатели фильма не скрывали, напротив, стремились вызвать определённые ассоциации. Если в «Нашем гостеприимстве» Попова растрогала первая американская железная дорога, то в его фильме ту же роль играл пароходик, гордо идущий по реке со скоростью три километра в час, как будто катящийся по цветущему лугу под насмешки легко обгоняющих его всадников.
На главные роли Попов пригласил Сергея Яблокова, своего ученика по Костромской студии, и Сергея Лаврентьева из Театра Революции — с таким расчётом, чтобы они походили на датский комический дуэт Пата и Паташона. Когда унылый нэпман в картузе, поставщик тары для мыла, гнался верхом за своими конкурентами — молодыми рабочими-изобретателями, титр подсказывал: «Ковбой из Техаса».

Сергей Лаврентьев (Ахов), Ольга Третьякова (Даша) и Сергей Яблоков (Махов)

Кинематограф в те годы отдавал предпочтение большому городу — Попов перенёс действие на природу; он открыл, пишет Нея Зоркая, «иную прелесть и выразительность: солнечного леса, теней-отражений на водной глади, сосен у опушки под лёгким ветерком». Он находил новую выразительность в старой вырубке, в глянцевых от времени пнях, своими извилистыми корнями напоминавших огромных пауков, — всё это, как и своеобразные характеры персонажей, придавало фильму национальный колорит.

## Сюжет
Ахов и Махов, молодые рабочие небольшого мыловаренного завода, изобретают машину, которая может во много раз ускорить изготовление тары для мыла; но в лице директора завода они сталкиваются с бюрократическим равнодушием и к изобретателям, и к производству. Комсомольская организация готова поддержать рабочих, но при демонстрации машины Ахов и Махов терпят неудачу: она испорчена частным предпринимателем, поставщиком тары Ардальоном Медальоновым, который видит в новом изобретении угрозу своему бизнесу.
Преследуемые Медальоновым и его сообщниками, Ахов и Махов на самодельном плоту отправляются со своей машиной и попутчицей Дашей, работницей завода, в уезд; но Медальонов уже ославил их как маньяков, одержимых идеей изобретательства. Опасных сумасшедших запирают в одном из портовых складов. Освободившись с помощью Даши, но не найдя понимания у уездного начальства — столкнувшись с тем же бюрократизмом, Ахов и Махов уже на пароходе со множеством приключений добираются до губернского центра, где их машина получает наконец признание.

## Исполнители ролей

Алексей Попов в роли капитана

| Актёр             | Роль                                 |
| ----------------- | ------------------------------------ |
| Сергей Лаврентьев | Ахов                                 |
| Сергей Яблоков    | Махов                                |
| Ольга Третьякова  | Даша                                 |
| Николай Ниров     | Ардальон Матвеевич, поставщик ящиков |
| Алексей Попов     | капитан парохода                     |
| Николай Романов   | комсомолец                           |

## Восприятие
Комедия имела большой и, как оказалось, длительный успех. Даже «Правда» 11 ноября 1928 года почтила её своим вниманием, отметив, что до сих пор героями советских комедий становились отрицательные персонажи, именно они оказывались в центре комических положений. «Героем, — писала „Правда“, — обычно изображали нэпмана, прощелыгу, жулика и т. д. „Два друга“ резко порывают с этой ошибочной тенденцией. Здесь веселые изобретатели-друзья, на стороне которых все симпатии автора, целиком заражают зрителя. Советская комедия начинает отыскивать своего героя».
Фильм был продан в несколько стран, в том числе в Соединённые Штаты, где он шёл под названием «Три друга и одно изобретение». Американская пресса писала: «Сделано в манере русского юмориста Гоголя». А ещё отмечалось: «Тема серьёзна, несмотря на то, что одновременно возникает искренний смех и теплая симпатия к исполнителям».
- Операторы — Александр Гринберг, 
Глеб Троянский
- Художник — Виктор Аден
- Ассистент режиссёра — 
Николай Каростин

Н. Зоркая обращает внимание на сцену, разыгравшуюся во время плавания на пароходе, когда на палубе под гармошку Махова стихийно начинался танец: «…Весь разношерстный пассажирский люд, стар и млад, повскакав со скамей и корзин, пускался в пляс» — не остался в стороне даже флегматичный капитан и танцевал на своём мостике, не бросая вахты. Очень похожая сцена появится в фильме Григория Александрова «Волга-Волга» и станет хрестоматийной — немую комедию Алексея Попова к тому времени уже успеют забыть. Тем не менее и 60 лет спустя этот фильм признавался «одной из лучших комедий немого кино»